# Catedral de Nuestra Señora (Alet-les-Bains)
La catedral de Nuestra Señora o bien abadía benedictina de Nuestra Señora de Alet (en francés: Cathédrale Notre-Dame d'Alet - L’abbaye bénédictine Notre-Dame d'Alet)  es una antigua iglesia catedral católica francesa, hoy en ruinas, situada en la ciudad de Alet-les-Bains en el departamento de Aude, Occitania.

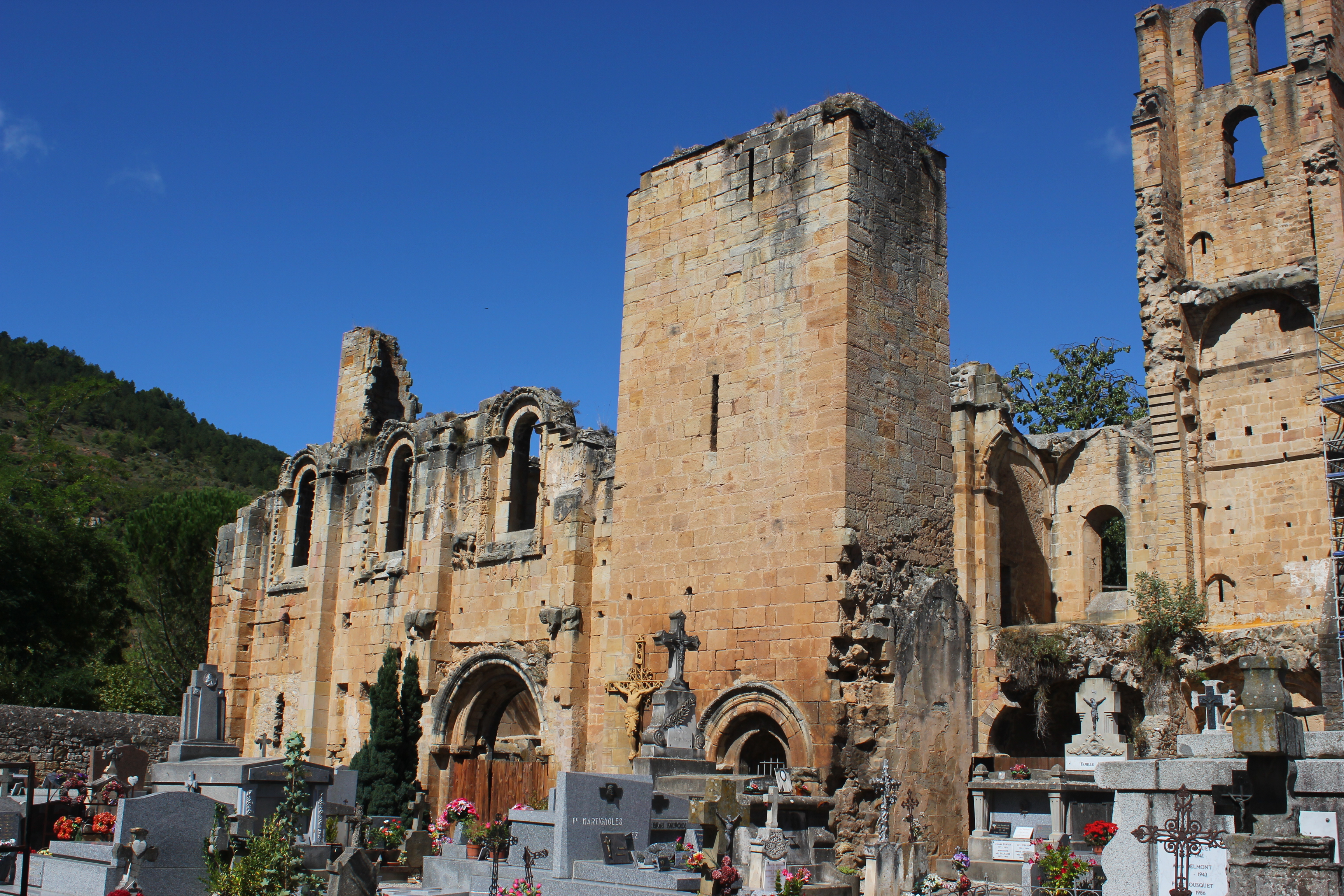
Ruinas de la abadía-catedral y cimenterio

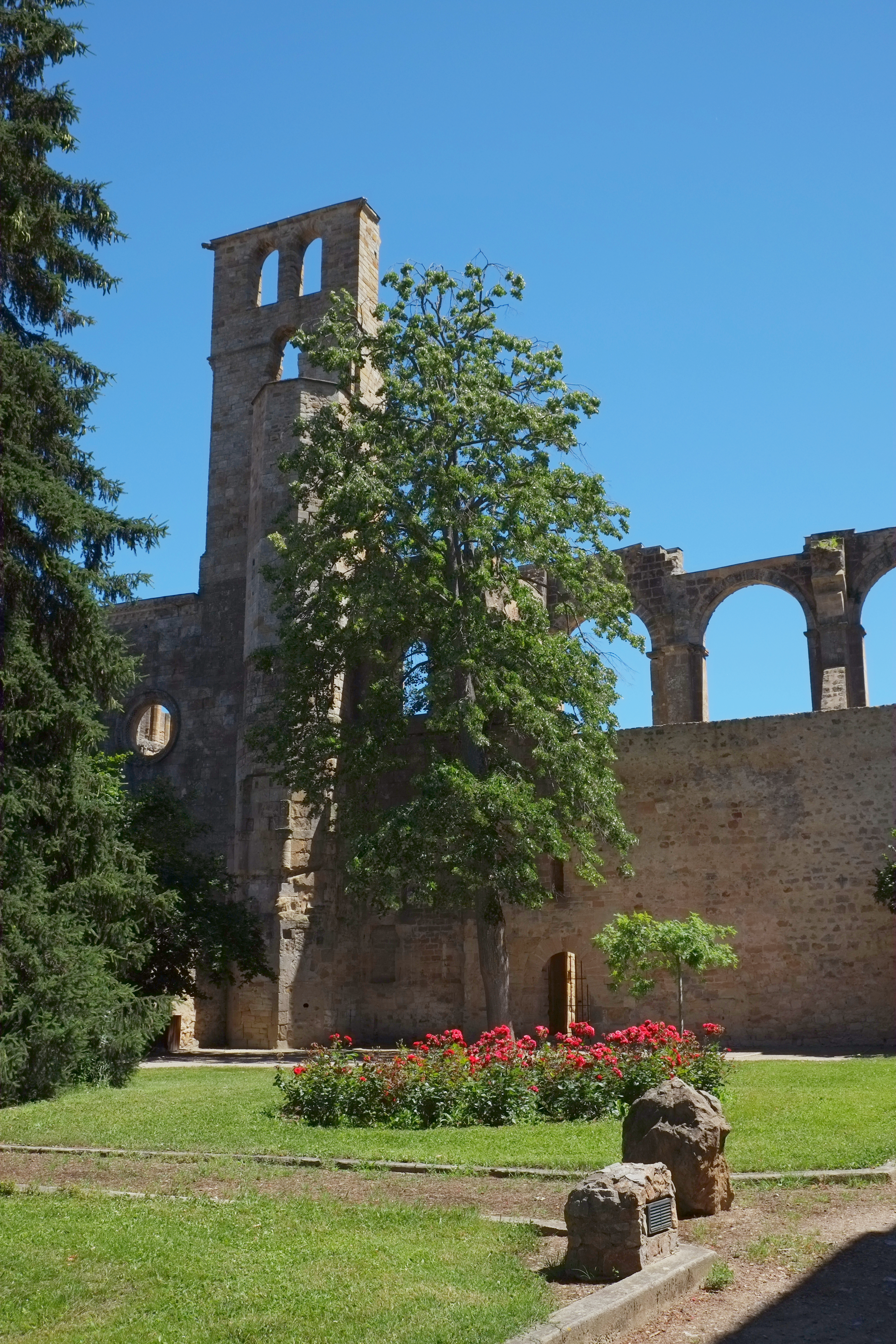
Otra vista del sitio

La diócesis de Alet fue uno de varios obispados creados en 1317 a raíz de la supresión de los cátaros. En Alet los obispos eran también los abades del monasterio ya existente allí y la catedral de nuestra señora fue construida al lado de la abadía.
En 1577 fue destruida en gran parte por los protestantes hugonotes durante las guerras de la religión y no fue reconstruida posteriormente. La inmensa catedral gótica fue demolida por orden del último obispo, Charles de la Cropte de Chancerac, en 1776. La diócesis de Alet no fue restaurada después de la Revolución Francesa y por el Concordato de 1801 acordó que sus parroquias se agregaran a la Diócesis de Carcasona.
Las ruinas de la catedral siguen siendo una vista espectacular. La catedral y varios elementos de la abadía son objeto de protección como  monumentos históricos incluidos en esa clasificación por disposiciones de 1862 y 1922.